# Friedel Bohny-Reiter

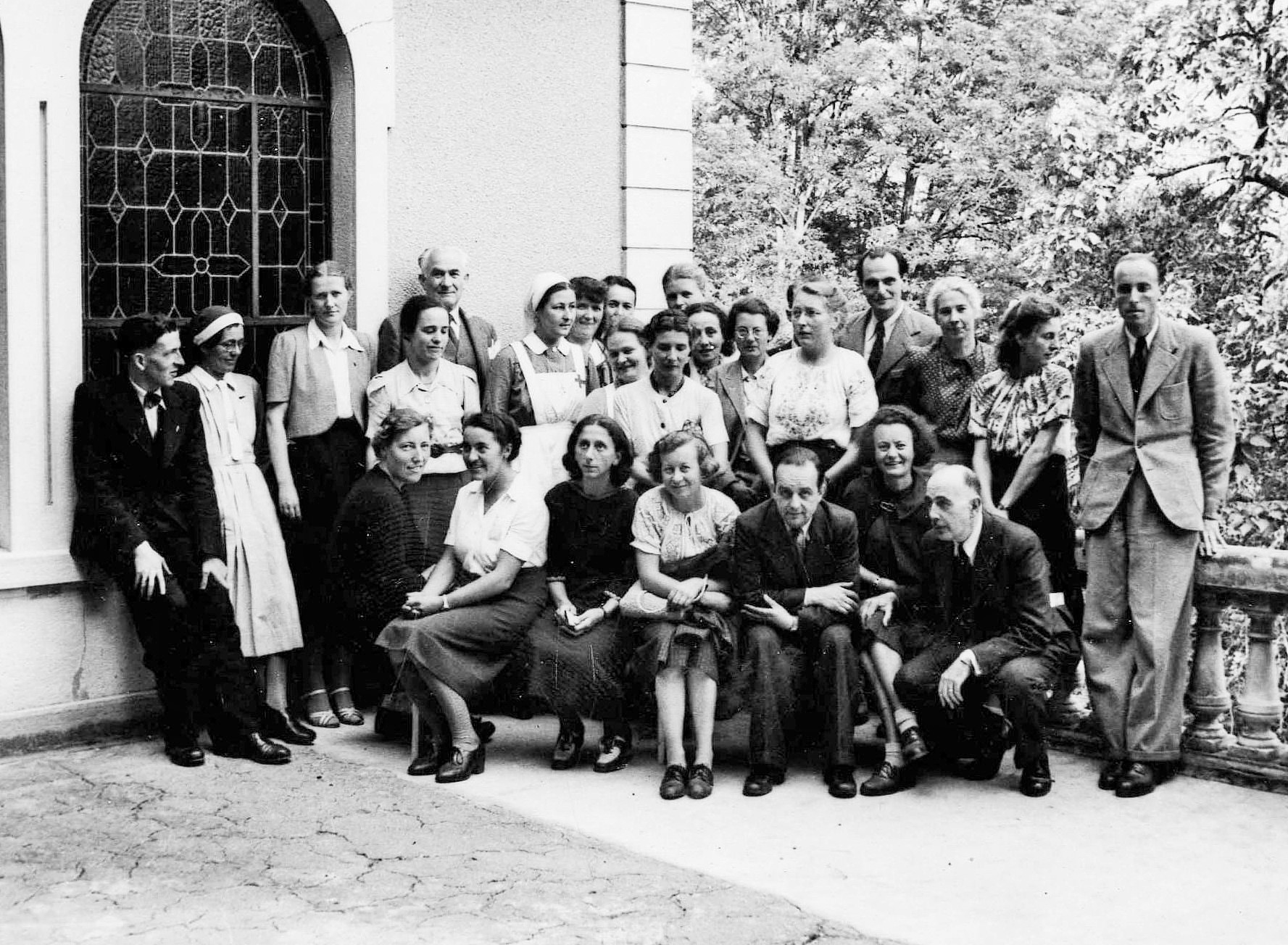
August Bohny (1. von links), Friedel Reiter (1. Reihe sitzend: 2. von links) SRK-Mitarbeiter Treffen in Montluel, Juni 1942

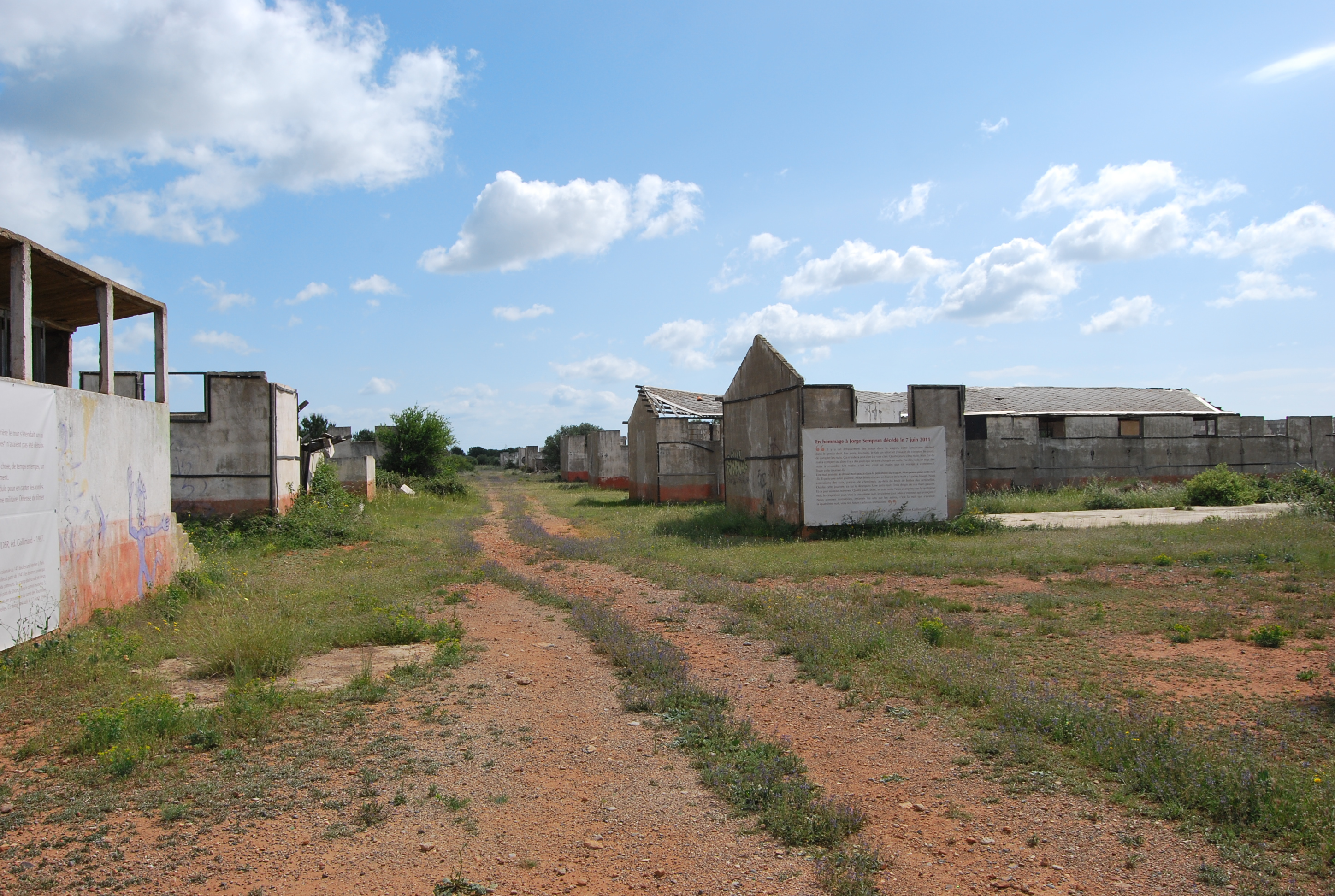
Camp de Rivesaltes (2013)

Friedel Bohny-Reiter (* 20. Mai 1912 in Wien; † 18. Dezember 2001 in Basel) war eine Schweizer Krankenschwester mit österreichischen Wurzeln.

## Leben
Friedel Bohny-Reiter wurde 1914 mit anderen Kindern aus Wien nach Melk an der Donau evakuiert. Ihr Vater starb während des Ersten Weltkrieges an der Front. 1919 kehrte sie nach Wien zurück und 1920 von dort in die Erholungsverschickung mit von einem Schweizer Hilfskomitee organisierten Kinderzug in die Schweiz. Sie blieb bei ihrer Pflegefamilie in Kilchberg, besuchte dort die Schule und machte eine Ausbildung zur Krankenschwester in Zürich. Mit zwanzig Jahren wurde sie in der Schweiz eingebürgert.
Nach einem anderthalbjährigen Arbeitsaufenthalt in Florenz meldete sie sich 1941 in der Schweiz bei der Schweizerischen Arbeitsgemeinschaft für kriegsgeschädigte Kinder (SAK; ab 1942 Kinderhilfe des Schweizerischen Roten Kreuzes). Die SAK schickte sie ins südfranzösische Interniertenlager Camp de Rivesaltes, wo sie bis zu dessen Schliessung 1942 blieb. Dort lernte sie ihren späteren Mann August Bohny kennen, der in Le Chambon-sur-Lignon Kinderheime der SAK leitete. Sie setzte sich für die dortigen Kinder ein, arbeitete mit Emma Ott, Elsa Lüthi-Ruth und Elisabeth Eidenbenz von der Maternité suisse d’Elne und Vivette Hermann (verh. Samuel) von der OSE zusammen und übernahm 1943/1944 die Leitung des Hauses Abric im Kinderheim Le Chambon-sur Lignon. So konnte sie zahlreiche Internierte vor der Deportation in das KZ Auschwitz retten.
Nach Befreiung Frankreichs im Dezember 1944 kehrte sie in die Schweiz zurück. Sie lebte mit August Bohny in Basel und wurde Mutter von vier Kindern (Jörg, Verena, Hansruedi und Christoph) und einem Pflegesohn (Ralph). 
Sie malte Erinnerungsbilder über Rivesaltes, mit denen sie sich an verschiedenen Ausstellungen beteiligte. Weitere Motive waren Landschaftsbilder, die anlässlich diverser Reisen entstanden.
Der Nachlass befindet sich im Archiv für Zeitgeschichte in Zürich.

## Ehrungen
- 1990: Ehrung in Yad Vashem als «Gerechte der Völker»[2]
- 1994: Moral Courage Award der Jewish Foundation for Christian Rescuers (heute: Jewish Foundation for the Righteous), gemeinsam mit ihrem Mann

## Veröffentlichungen und Dokumentarfilm
- Journal de Rivesaltes 1941–1942. Zoé, Carouge 1993, ISBN 2-88182-189-8 (französische Übersetzung des Tagebuchs).
- Vorhof der Vernichtung: Tagebuch einer Schweizer Schwester im französischen Internierungslager Rivesaltes 1941–1942. Einleitung: Michèle Fleury-Seemuller, Margot Wicki-Schwarzschild, Erhard Roy Wiehn. Hrsg. von Erhard Roy Wiehn. Hartung-Gorre, Konstanz 1995, ISBN 3-89191-917-4.
- Dokumentarfilm Journal de Rivesaltes 1941–1942, 1997
- Camp de Rivesaltes: Tagebuch einer Schweizer Schwester in einem französischen Internierungslager 1941–1942. Vorwort von Margot Wicki-Schwarzschild. Einleitung von Michèle Fleury-Seemuller. Unter Mitarbeit von Helena Kanyar Becker hrsg. von Erhard Roy Wiehn. Hartung-Gorre, Konstanz 2010, ISBN 978-3-86628-291-9 (erweiterte Neuausgabe von Vorhof der Vernichtung).